# Каменный топор

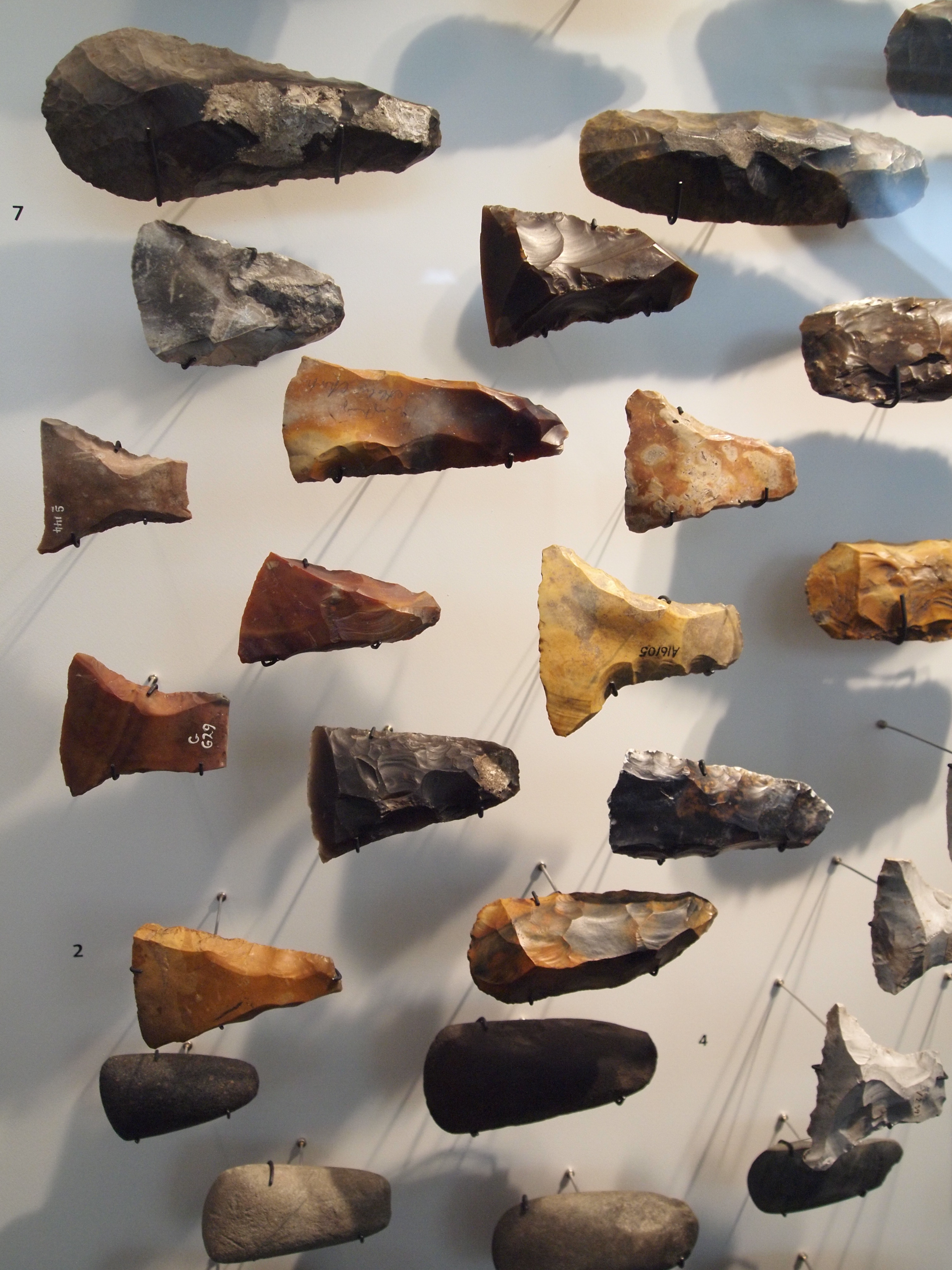
Топоры, в том числе транше и шлифованные. Дания.

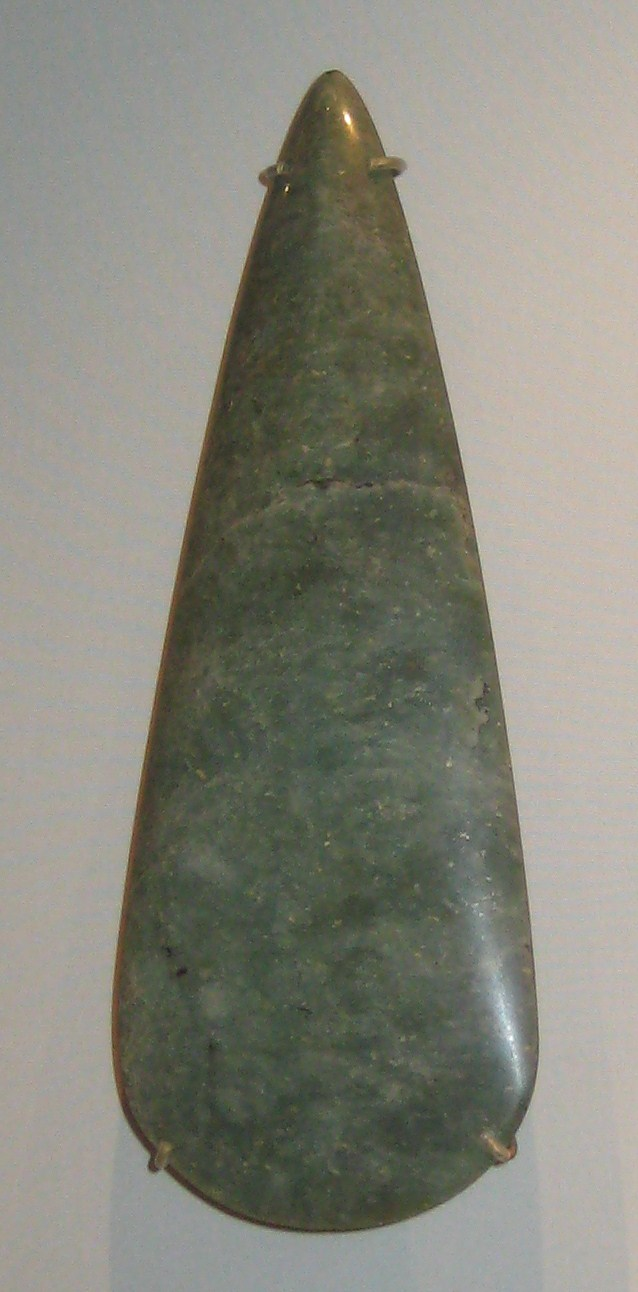
Клиновидный топор из жадеита. Англия, неолит, 4—2 тыс. л. до н. э.

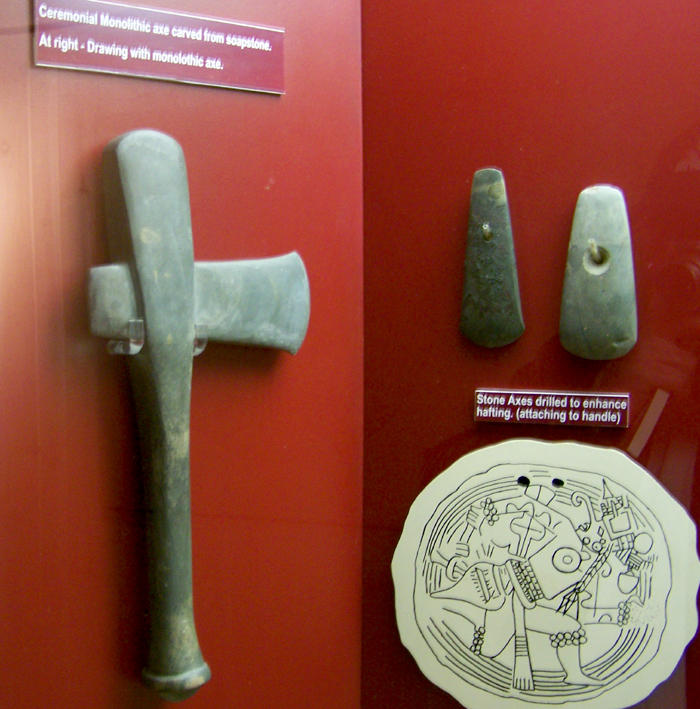
Церемониальный монолитный и клиновидные топоры культуры миссисипи

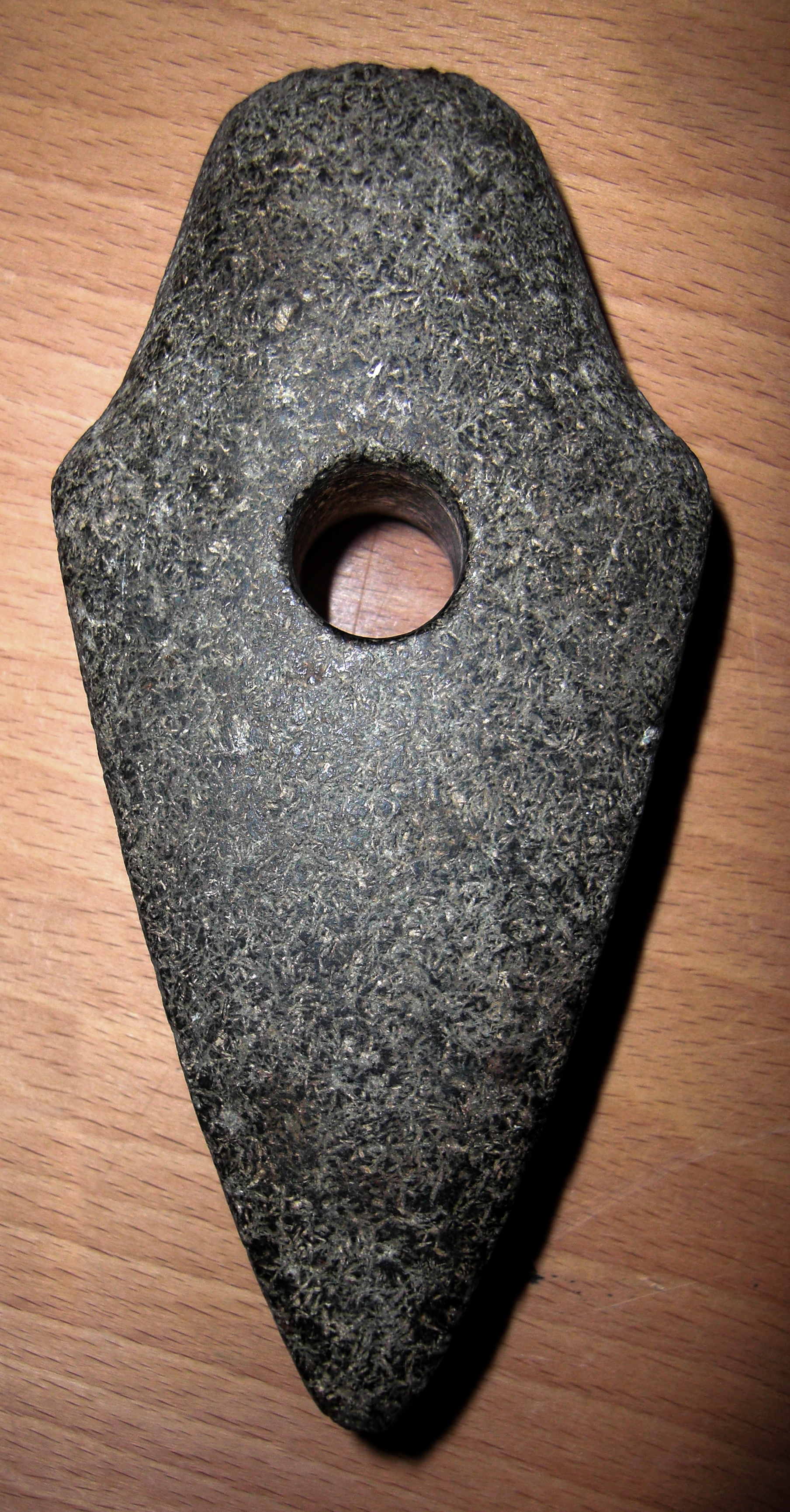
Сверлёный топор бронзового века. Швеция

Каменный топор (англ. stone axe; фр. hache; нем. Steinaxt, Steinbeil) — орудие, для рубки и тёски, с рабочей частью (лопасть с лезвием) из камня, имеющее поперечную рукоятку (топорище). 
Каменный топор сменил в верхнем (позднем) палеолите более древнее рубило (палеолитическое универсальное орудие, не имеющее рукоятки). Материалом служил кремень, обсидиан, роговик, сланец или всякий другой подходящий камень с раковистым изломом, позволяющим получать при оббивке заготовки острые сколы, а также более «вязкие» породы: сланцы, амфиболит, нефрит, жадеит, серпентинит и другие, к которым применялись методы шлифовки и сверления.

## Древнейшие топоры
Первые топоры, возможно, появились в свидерской культуре Европы. Эти топоры изготовлялись методом оббивки и не имели отверстия. Очень редко, но кое-где уже и в палеолите подшлифовывали лезвия, а в последующем мезолите — и всё орудие. Но, в основном, даже в мезолите изготовляли топоры (т. н. «транше» [ фр. tranchet, буквально — зубило ] мезолита) только оббивкой. Для свидерских топоров характерно наличие слабо выраженного перехвата, который помогал закрепить топор в развилке или расщелине рукоятки привязыванием ремнями из сырой или сыромятной кожи, жилами и т. п.

## Шлифованные топоры
В неолите уже повсеместно стали применять шлифовку. В первую очередь — для рабочего лезвия т. н. «клиновидных топоров» (англ. stone celt, фр. hache polie), которые в английской терминологии называются «кельтами». Важно, что подточка не сколом, а шлифовкой значительно продлевает жизнь орудию. В это время стали использовать и новые породы камня нефрит, жадеит, диорит, серпентинит, эклогит, порфирит, спессартит и многие другие), у которых не получить острого лезвия только оббивкой, но обязательно требовалась последующая шлифовка и даже полировка. Эти топоры использовали и как клинья для раскалывания древесины вдоль волокон. Если лезвие топора закреплено в рукоятке поперечно, то это уже тесло (англ. adze; фр. herminette; нем. Dechsel, Querbeil). Но так как рукоятки очень редко сохраняются до нашего времени, то в археологии обычно принято называть теслом топор с несимметричным в профиль лезвием. Вообще пропорции и размеры клиновидных топоров были самыми разнообразными. В поперечном сечении они тоже различались. Оно могло быть плоским, плоско-овальным, округлым. Выделяют миниатюрные стамески, и узкие, но достаточно толстые долота. Они могли использоваться не только для работы по дереву, но и в качестве лощил при выделке кожи или глиняных сосудов. Некоторые из долот имеют желобчатую форму лезвия. К редким видам орудий относятся круммейсели — скебущие инструменты с сильно загнутым лезвием.
Возможно, что иногда клиновидные топоры использовали и в качестве мотыг (англ. hoe, mattock, нем. Hacke) или заступов (англ. spade).
Клиновидные топоры, тёсла и более мелкие подобные орудия изготовлялись не только из камня. В Месопотамии (Джемдет-Наср) тёсла делали из сильно обожжённой глины. В других регионах использовали также кость и раковины. Причём их применяли не только там, где не всегда имелся подходящий камень, как, например, в Полинезии.

## Способы крепления
Кроме привязывания, топоры без отверстия также могли вставляться в специально выдолбленное гнездо в ложе рукоятки, которое могло быть сквозной проушиной или глухим. Использовалась смола. Иногда клинок топора заранее вставляли в ветку или ствол растущего дерева. Часто топор сначала закрепляли в специальной оправе или муфте (англ. antler sleeve нем. Horntülle) из кости или свилеватого дерева (кап). Очень надёжным было закрепление в муфте из рога оленя. Сама же муфта далее вставлялась в отверстие в деревянной рукоятки или, наоборот, надевалась на неё, имея соответствующее отверстие. Бывало роговым и всё топорище. Или же в качестве топорища применялись крупные кости. Роль несъёмной муфты могло играть утолщение, например, соснового корня.
Иногда шлифованные топоры имели поперечный желобок (англ. grooved axe), облегчающий закрепление на рукоятке с помощью гибких прутьев или сырой кожи. Такие топоры особенно характерны для Северной Америки. В Европе известен также тип топора наоборот с ребром-утолщением перед местом закрепления. Оба эти типа могли быть двухсторонними. В странах Дальнего Востока, Индокитая, а также в ранней Месопотамии применялись так называемые «лопатообразные топоры», имеющие на обухе короткий черенок. Бесчеренковые разновидности (такие имелись и в Южной Америке) привязывались к рукоятке с помощью выступов сверху и снизу обушковой части. Или же обвязка осуществлялась с помощью круглого отверстия на плоскости орудия, расположенного ближе к задней части.

## Сверлёные топоры
В неолите стали появляться и топоры с отверстием-проухом для закрепления на рукоятке, но основная их масса изготовлена уже в энеолите и бронзовом веке, когда появилось большинство и массивных грубых топоров, и самые великолепные экземпляры. Сверление чаще производилось трубчатой костью с песком в качестве абразива, хотя могли применяться деревянная палка, сплошная или полая, бамбук, каменное сверло или медная трубка.
Многие топоры часто своими очертаниями напоминают перевёрнутую лодку, за что они и получили название «ладьевидные топоры» (англ. boat-axe, нем. Booataxt). Их формы часто повторяют формы бронзовых топоров. Разновидностью этого типа являются топоры с полуциркульным лезвием — «лопастные топоры», у которых лезвие снизу образует полукруг. Гораздо более редки топоры с широким округлым (лунообразным) лезвием, направленным вперёд. Некоторые топоры имеют заметное утолщение или выступы по бокам («крестовидные топоры»), которые предназначены для усиления наиболее слабой части напротив отверстия. Иногда сверлёные топоры украшены орнаментом, в котором угадываются литейные швы бронзовых топоров или верёвочная привязка к топорищу. На месте обуха иногда имеется второе лезвие, чисто декоративное лезвие или изображение животного. Но чаще там находится молот (молоток), простой или грибовидный. Часто такие топоры имеют вислообушную форму. Изделия с молотком называют «топорами-молотами (-молотками)» (англ. axe-hammer, нем. Hammeraxt). Эти тщательно сделанные топоры, видимо, были боевыми и церемониальными. Подобные предметы из труднообрабатываемых красивых пород камня дошли до нашего времени в составе кладов (клад L из Трои, Бородинский клад).
К боевым относят и топоры менее изящных форм: пестиковые, крестовидные, ромбические, обушковые, клиновидные, треугольные, булавовидные, молотковидные. Такие, как булавовидные, большее напоминают булавы. А молотковидные вообще не имеют лезвия. Многочисленные находки боевых топоров (англ. battleaxe, нем. Streitaxt) и дали повод назвать ряд археологических культур «культурами боевых топоров».
Естественно, сверлёные топоры использовали и для различных работ. Не только для рубки, но и в качестве молотков и клиньев для расщеплении дерева. Предполагают, что для надёжного закрепения достаточно тонкой круглой рукоятки сверлёные топоры могли заранее надевать на ветви растущих деревьев.
В степных районах России сверлёные топорики иногда изготовлялись из не очень крепкого камня. Они также имели слишком тонкую рукоятку. Предполагают, что эти не предназначенные для рубки изделия служили знаками статуса вождей, хотя в и качестве булав они вполне функциональны.
Что касается простых клиновидных шлифованных орудий, то их продолжали использовать и в бронзовом веке. Более того, каменные топоры и тёсла кое-где дожили и до настоящего времени, например, в Новой Гвинее.

## Время изготовления и производительность
При проведённых экспериментах (см. «Экспериментальная археология»), на изготовление крупного орудия из колющихся пород у опытного мастера уходит 25—30 минут. Шлифованный и полированный топор без отверстия изготавливался из зелёного сланца в зависимости от формы и размера за 3—9 часов. Из нефрита подобный большой топор изготовляется за 30—35 часов. Отверстие в зелёном сланце сверлится деревянным сверлом с песком с производительностью около 3 мм в час. На изготовление изделий сложных форм должно уходить значительно больше времени.
Молодая ольха диаметром 10 см перерубается нефритовым топором за 1 минуту. Сосна диаметром 25 см перерубается топором из зелёного сланца за 15 минут. Производительность каменного топора ниже производительности медного в 2—3 раза, а стального — в 3—6 раз.

## Галерея

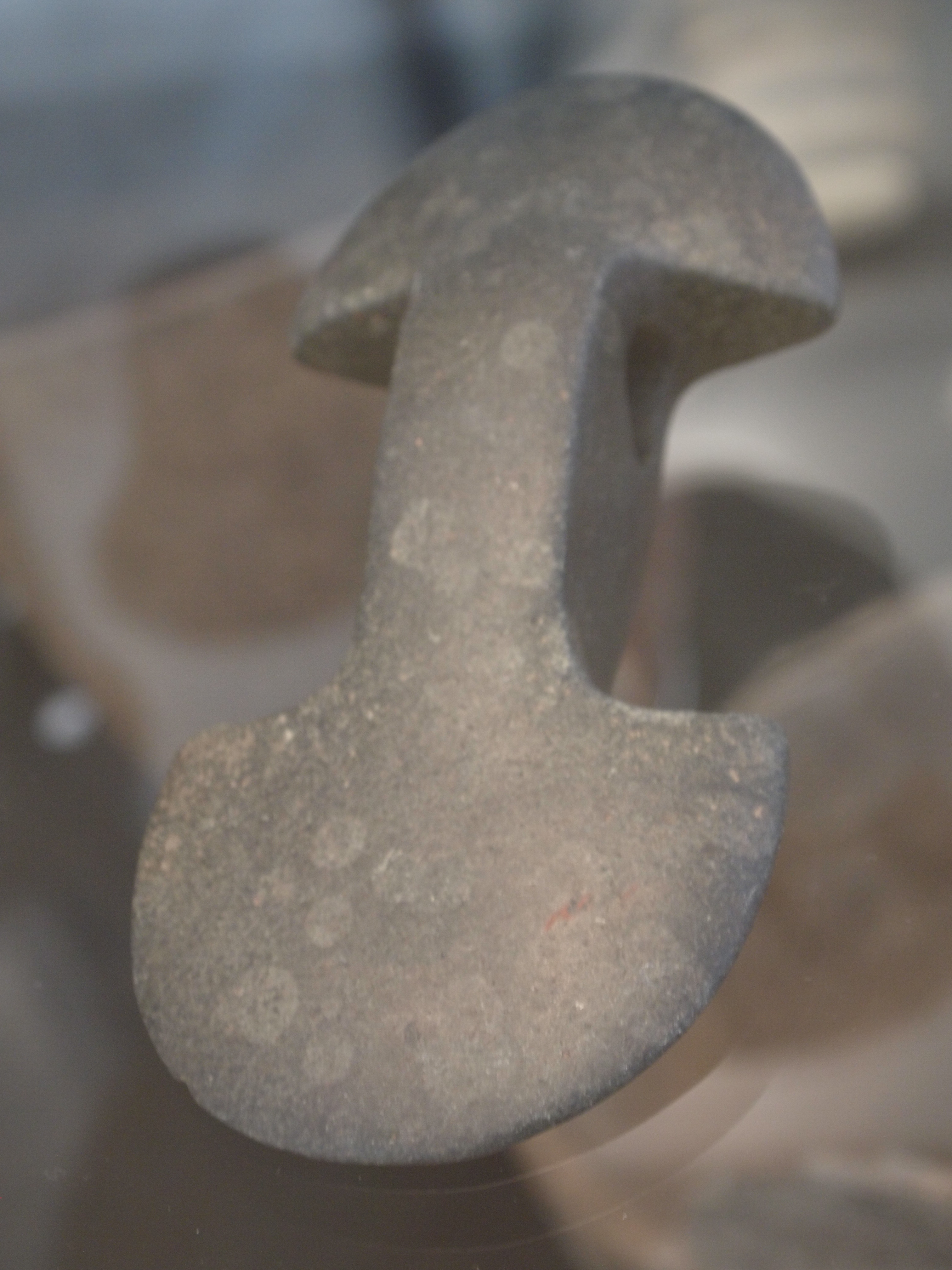
Двусторонний боевой топор. Дания
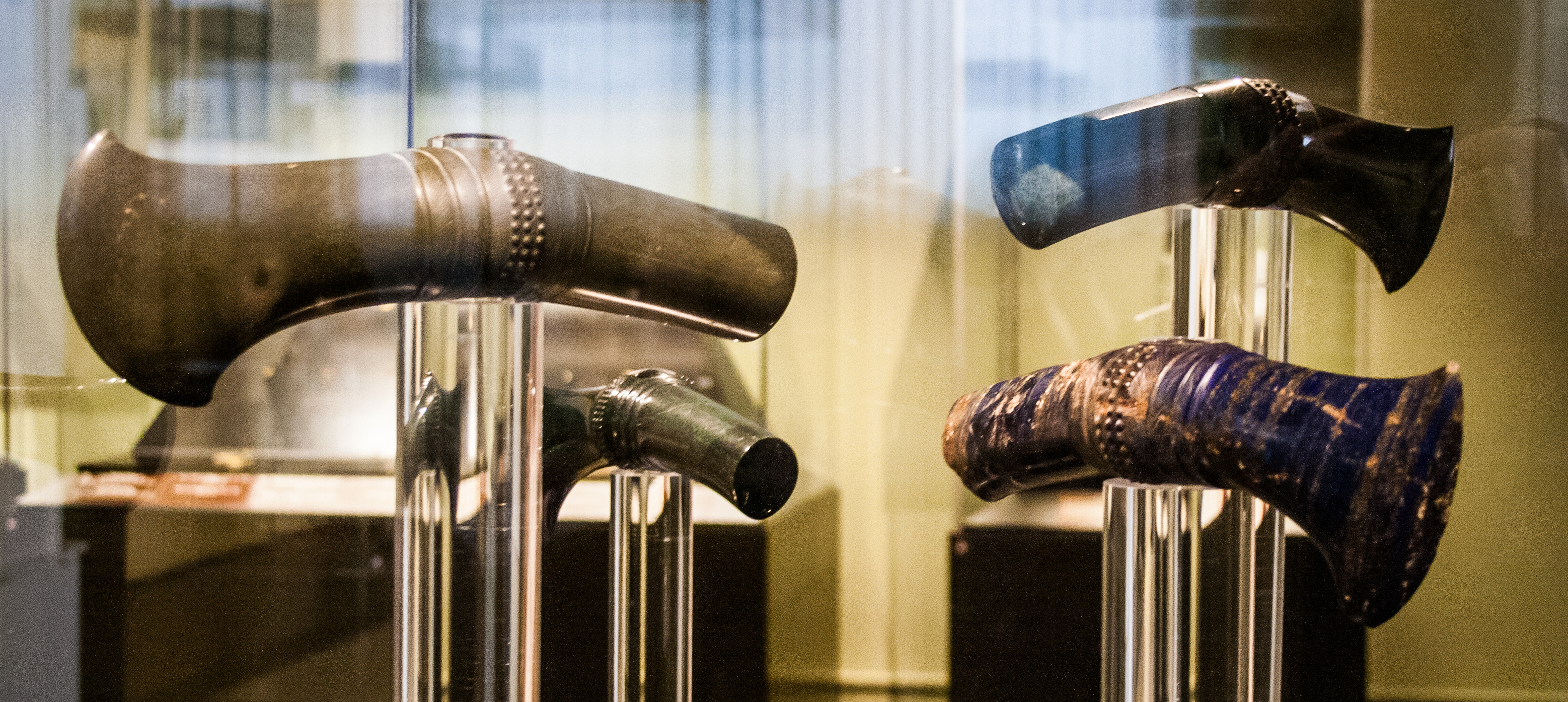
Топоры — символы власти. Жадеит, нефрит, лазурит. Троя II, клад L, 2600—2300 л. до н. э.
Топор с плечиками. Камбоджа, 1800—1500 гг. до н. э.